# Pathologic 2
Pathologic 2 est un jeu vidéo développé par Ice-Pick Lodge, sorti en 2019 sur Windows et Xbox One. Un port a ensuite été publié sur PS4 en mars 2020. Il s'agit à la fois d'une suite et d'un remake de Pathologic (en).

## Scénario
Artemy Burakh, chirurgien de profession, est rappelé vers sa ville natale par son père, médecin local, pour affronter une mystérieuse menace. Lorsqu'Artemy revient, son père a été assassiné et, très vite, une épidémie mortelle se déploie sur toute la ville à une vitesse effrayante. La ville, déjà très isolée et ancrée dans un curieux mélange d'industrie et de tradition, est désormais entièrement coupée du reste du monde. Bientôt les ressources d'eau et de nourriture se tarissent, et la criminalité, la chasse aux sorcières ou les vieilles familles dirigeantes sont autant de critères à prendre en compte pour à la fois survivre et combattre l'épidémie. Et au milieu de ce chaos se dressent le Polyèdre, structure qui défie les lois de la physique et n'est accessible qu'aux enfants, et le Théâtre qui connaît l'avenir et brise le quatrième mur pour s'adresser directement au joueur.
Pathologic 2 propose un mode de narration expérimental et non-linéaire reposant beaucoup sur la métaphore et la réflexion philosophique (sur la mort, la narration, le jeu etc). Les choix offerts par le jeu, notamment, ne sont pas toujours explicitement offerts, ne sont pas toujours clairement moraux ou immoraux, et n'ont pas toujours des conséquences que le joueur peut anticiper. Ainsi, même s'il est possible d'en résumer les grandes lignes narratives, il est plus difficile d'en expliquer l'expérience, qui ressemble plutôt à une transe initiatique qu'à un jeu. Cette atmosphère particulière est une marque de fabrique du studio Ice-Pick Lodge qui a également créé The Void.
Pathologic 2 étant un remake de Pathologic, tout joueur du premier jeu saura qu'Artemy, aussi appelé l'Haruspex, n'est qu'un des trois personnages (Bachelor, Haruspex, Changelin) dont on pouvait jouer l'histoire dans le jeu d'origine. Les deux autres personnages ne sont pas encore accessibles, quoiqu'une courte DLC ayant pour protagoniste Le Bachelor soit sortie sous le titre Marble's Nest.

## Développement
Pathologic 2 a été financé par le biais d'une campagne Kickstarter. En mai 2019, le scénario Haruspex a été publié et deux autres scénarios sont prévus.

## Accueil
Le jeu, en raison de sa difficulté et de son mode de narration peu conventionnel, n'a été bien reçu à sa sortie que par un public de niche. 
Selon NoFrag.com, « dans l’ensemble, Pathologic 2 n’est pas fameux. » Le site reproche au jeu une structure découpée en deux blocs, narration et gameplay, « qui ne s’homogénéisent pas, empêchant Pathologic 2 de former un tout unique et cohérent. »